# Гарри и Хендерсоны
«Га́рри и Хе́ндерсоны» (англ. Harry And The Hendersons), или «Га́рри — снежный человек» — американский комедийный художественный фильм 1987 года в жанре фэнтези, поставленный режиссёром Уильямом Диром.
Фильм получил премию «Оскар» за лучший грим и вдохновил последующий телесериал с тем же названием.

## Сюжет
Возвращаясь с лесной прогулки, семья Хендерсонов сбивает на машине огромное мохнатое существо. Сначала они испугались, что сбили человека, но потом поняли — они сбили снежного человека! Думая, что он мёртв, они забирают это чудо природы с собой в город. Там это громадное (более двух метров роста и около двухсот килограммов веса) человекоподобное существо приходит в себя и начинает приносить Хендерсонам массу хлопот и неприятностей. И если поначалу глава семьи Джордж Хендерсон увидел в этом великане лишь средство обогащения, то вскоре ему приходится в корне изменить своё мнение. Его супруга Нэнси, постепенно избавившись от чувства страха, привязывается к этому громиле, названному Хендерсонами Гарри. Несмотря на свой огромный размер и довольно угрожающую наружность, Гарри имел очень добрую и ранимую душу. Попав в дом к Хендерсонам, он похоронил в палисаднике норковую шубу Нэнси, а также охотничьи трофеи Джорджа, и с таким укором посмотрел на хозяев, что Джордж уже, видимо, никогда не возьмется за ружье. Жак Ля Флер — профессиональный охотник, решивший во что бы то ни стало добыть экземпляр йети. Чтобы спасти Гарри от пули, Джорджу Хендерсону с семьёй приходится увезти доброго йети в его родные леса — туда, где, как оказалось, живёт ещё немало бигфутов. И в этом им очень помог доктор антропологии Уоллес Райтвуд, многие годы искавший следы снежного человека и надеявшийся хоть раз увидеть его вживую.

## В ролях
| Актёр            | Роль                  |
| ---------------- | --------------------- |
| Джон Литгоу      | Джордж Хендерсон      |
| Мелинда Диллон   | Нэнси Хендерсон       |
| Маргарет Лангрик | Сара Хендерсон        |
| Джошуа Рудой     | Эрни Хендерсон        |
| Кевин Питер Холл | Гарри                 |
| Дэвид Суше       | Джакус Ла’Флер        |
| Лэйни Казан      | Айрин Моффат          |
| Дон Амичи        | доктор Уоллес Райтвуд |

## Производство
Продюсерами фильма выступили Ричард Вэйн и Уильям Дир, исполнительным продюсером — Стивен Спилберг. Грим для Гарри изготовил Рик Бейкер. Музыку к фильму написал Брюс Бротон. Финальную песню «Love Lives On» исполнил Джо Кокер.

## Прокат
В первый уик-энд картина заработала 4 млн долларов, заняв третье место после фильмов «Полицейский из Беверли-Хиллз 2» и «Неприкасаемые». Всего в прокате США кинолента собрала около 30 млн долларов и получила смешанные отзывы критиков. Причиной такой реакции была не очень грамотно организованная рекламная кампания: вплоть до премьеры внешний облик Гарри держался в секрете от зрителей (во всех рекламных роликах использовались только те кадры, где он заснят в быстром движении или издали), вследствие чего зрители и критики не знали, что Гарри будет главным персонажем фильма. По этой причине в Великобритании картина вышла под названием «Снежный человек и Хендерсоны» (англ. Bigfoot and the Hendersons).

## Награды и номинации
| Награды и номинации | Награды и номинации    | Награды и номинации               | Награды и номинации | Награды и номинации | Награды и номинации |
| Дата                | Награда                | Категория                         | Номинант(ы)         | Результат           |                     |
| ------------------- | ---------------------- | --------------------------------- | ------------------- | ------------------- | ------------------- |
| 1987                | Genesis Awards         | Лучший комедийный фильм           |                     | Победа              |                     |
| 1988                | Премия «Оскар»         | Лучший грим и прически            | Рик Бейкер          | Победа              |                     |
| 1988                | Премия «Сатурн»        | Лучший фантастический фильм       |                     | Номинация           |                     |
| 1988                | Премия «Сатурн»        | Лучший режиссёр                   | Уильям Дир          | Номинация           |                     |
| 1988                | Премия «Сатурн»        | Лучшая актриса                    | Мелинда Диллон      | Номинация           |                     |
| 1988                | Премия «Сатурн»        | Лучший грим                       | Рик Бейкер          | Номинация           |                     |
| 1988                | Премия «Молодой актёр» | Лучший семейный комедийный фильм  |                     | Номинация           |                     |
| 1988                | Премия «Молодой актёр» | Лучший молодой комедийный актёр   | Джошуа Рудой        | Номинация           |                     |
| 1988                | Премия «Молодой актёр» | Лучшая молодая комедийная актриса | Маргарет Лангрик    | Номинация           |                     |